# 圣诞空投行动
圣诞空投行动（英語：Operation Christmas Drop）始于1952年，最初是一项美国空军的训练任务。此后该任务发展成为美国国防部持续时间最长的在运任务，同时也是世界上持续时间最长的人道主义空投行动。在关岛当地社区的支持下，该行动主要由安德森空军基地和横田空军基地执行，目标区域为密克罗尼西亚。

## 简述
该空投行动是美国国防部持续时间最长、目前仍在执行的任务，同时也是全球持续时间最长的人道主义空投行动。到2006年为止，已累计投放物资超过80万磅（约36万公斤）。该行动为部队提供了进行人道主义援助空投的训练机会，这在他们未来执行部署任务时可能派上用场。
来自安德森空军基地的志愿者参与了该行动，包括第734空运中队、第44空中港口中队，以及来自日本横田空军基地的第36空运中队的机组人员及其飞机。关岛当地社区成员也积极参与支持此行动。行动所需的资金通过高尔夫锦标赛、赞助跑活动等筹款活动募集，当地企业也会赞助单个物资箱。（截至2024年12月，安德森空军基地官网仍呼吁为物资箱捐赠如抗真菌药膏和罐头食品等特定物品，尽管该页面自2021年12月后未再更新。而一个私人组织的网页则同时呼吁捐赠资金和实物物资。）
当地的“圣诞空投行动”私人组织主导筹款活动。根据《丹顿人道援助计划》（Denton Humanitarian Assistance Program），美军被授权代表私人组织执行人道主义物资运输任务。
每个从C-130运输机上空投的物资箱重达400磅（约180公斤），内含鱼网、建筑材料、奶粉、罐头食品、大米、冷藏箱、衣物、鞋子、玩具和学习用品等物资。物资箱会被投放在紧邻海滩的水域，以避免直接落在人群中造成人员伤害。按照现代的空投模式，每年空投的物资总量约为40吨。
机组人员通过业余无线电与目标村庄进行沟通。该行动在军事上被归类为“低成本低空投送”（LCLA），意味着使用现有资源和改造后的人员降落伞以低成本方式制作物资包，并在低空进行精确投放。该特定类型的LCLA被称为“沿海人道空投”（Coast Humanitarian Air Drop，简称CHAD）。

## 历史
该行动首次执行于1951年，当时一架隶属于第54气象侦察中队、原驻关岛安德森空军基地的WB-29飞机正在执行任务，从关岛南部飞越密克罗尼西亚的卡平阿馬朗伊環礁。当机组人员看到岛民向他们挥手致意时，便迅速将机上现有物品收集起来，装入一个系有降落伞的容器中，并在再次盘旋飞越时将其空投下去。
一位目睹首次空投的阿格里漢島居民回忆说：“我们看到那些东西从飞机后舱落下，我大喊：‘有玩具掉下来了！’” 当时岛上既没有电也没有自来水，而且常遭台风侵袭。最初的一些空投箱未能准确落到目标地点，部分岛民不得不游泳前去打捞，而另一些则数月后在几英里外被人发现。
在2006年的行动中，美军共向59个岛屿空投了140个物资箱。2011年，为应对法伊斯岛爆发的登革热疫情，特别投送了25箱静脉输液药物。
2014年，美军太平洋空军向56个密克罗尼西亚岛屿投送了共计50,000磅的物资。
2015年，日本航空自卫队与澳大利亚皇家空军首次与美国空军共同参与该行动。日本和澳大利亚各派出一架C-130“大力神”运输机，与美方的三架C-130共同执行任务。此后，日澳两国空军也参与了2016年和2017年的行动。
面对新冠疫情，密克罗尼西亚总统戴维·帕努埃洛决定不参与2020年第69届“圣诞空投行动”。据军士长安东尼·比歇勒透露，空投仍将在帕劳共和国照常进行，美军已采取多项措施确保空投过程不会传播新冠病毒。
2021年，大韩民国空军首次参与“圣诞空投行动”。2023年，加拿大皇家空军首次参与该行动。

## 媒体报道
“圣诞空投行动”被改编为虚构同名Netflix电影。该片于2020年11月5日在平台上线，由凯特·格雷厄姆和亚历山大·路德韦格主演。